# Japanischer Fußball-Supercup 2015
Der japanische Fußball-Supercup 2015 wurde am 28. Februar 2015 zwischen dem J1 League-Gewinner 2014 Gamba Osaka und dem Vizemeister, da Osaka auch den Kaiserpokal 2014 gewann, Urawa Red Diamonds ausgetragen. Gamba gewann das Spiel durch die Tore von Takashi Usami (68.) und Patric (90.+3') mit 2:0.
| Paarung            | Gamba Osaka – Urawa Red Diamonds |
| Ergebnis           | 2:0 (0:0) |
| Datum              | 28. Februar 2015 um 11:35 Uhr |
| Stadion            | Nissan-Stadion, Yokohama |
| Zuschauer          | 47.666 |
| Schiedsrichter     | Yūdai Yamamoto |
| Tore               | 1:0 Takashi Usami (68.) 2:0 Patric (90.+3) |
| Gamba Osaka        | Masaaki Higashiguchi – Daiki Niwa, Keisuke Iwashita, Oh Jae-suk, Hiroki Fujiharu – Yasuhito Endō , Tomokazu Myōjin, Shū Kurata, Kōtarō Ōmori (90. Hiroyuki Abe) – Shingo Akamine (63. Patric), Takashi Usami (78. Lins) Cheftrainer: Kenta Hasegawa                                      |
| Urawa Red Diamonds | Shūsaku Nishikawa – Daisuke Nasu (87. Keita Suzuki), Tomoaki Makino, Ryōta Moriwaki – Yōsuke Kashiwagi, Yūki Abe , Tadaaki Hirakawa, Takahiro Sekine, Tsukasa Umesaki (72. Yūki Mutō), Toshiyuki Takagi (56. Zlatan Ljubijankič) – Tadanari Lee Cheftrainer: Michael Petrović ( Serbien) |
| Gelbe Karten       | Tomokazu Myojin (34.), Patric (90.) – Ryota Moriwaki (86.), Takahiro Sekine (11.), Tsukasa Umesaki (48.) |

## Supercup-Sieger Gamba Osaka
|  | Gamba Osaka |
|  | - Tor: Masaaki Higashiguchi - Abwehr: Daiki Niwa; Keisuke Iwashita; Oh Jae-suk; Hiroki Fujiharu - Mittelfeld: Yasuhito Endō ; Tomokazu Myōjin; Shū Kurata; Kōtarō Ōmori - Angriff: Shingo Akamine; Takashi Usami |
|  | Trainer: Kenta Hasegawa |
|  | außerdem: Ken Tajiri (Tor), Kim Jung-ya, Kōki Yonekura, Hiroyuki Abe Shōhei Ogura, Lins, Patric |